# Société royale du Canada
 (juillet 2023).
Si vous disposez d'ouvrages ou d'articles de référence ou si vous connaissez des sites web de qualité traitant du thème abordé ici, merci de compléter l'article en donnant les références utiles à sa vérifiabilité et en les liant à la section « Notes et références ».
Pour les articles homonymes, voir Société royale.
La Société royale du Canada (SRC; en anglais : Royal Society of Canada), aussi appelée les Académies des arts, des lettres et des sciences du Canada (en anglais : Academies of Arts, Humanities and Sciences of Canada), constitue le plus ancien organisme national bilingue regroupant les plus éminents universitaires, humanistes, scientifiques et artistes canadiens. Son objectif principal est de promouvoir l’acquisition du savoir et la recherche dans les domaines des arts, des lettres et des sciences. La SRC est l’Académie nationale du Canada; elle vise à promouvoir la recherche et les réalisations intellectuelles au pays dans les deux langues officielles, à reconnaître l’excellence académique et artistique, et à conseiller les gouvernements, les organisations non-gouvernementales et le public canadien sur des sujets d’intérêt public.

## Histoire
À la fin des années 1870, le marquis de Lorne, alors gouverneur général du Canada, décide que le Canada doit se doter d’une institution culturelle pour favoriser au niveau national la recherche et le développement scientifiques. Depuis, les gouverneurs généraux successifs sont toujours demeurés étroitement engagés dans les affaires de la Société.
La SRC a été créée sous le patronage du marquis de Lorne, en 1882. Un an plus tard, en 1883, la Société a été incorporée par une loi du Parlement du Canada.
Depuis sa fondation en 1883, jusque dans les années 1900, la SRC a pris pour cadre le modèle de la Royal Society of London, mais avec l'ajout de textes et de divers éléments inspirés de l’Institut de France. À l’instar de ces deux organismes, le nombre de membres, désignés par élection, était limité. À l’origine, la SRC était divisée en quatre sections de 20 membres chacune. Il s’agissait de (1) Littérature française, Histoire, Archéologie; (2) English Literature, History, Archaeology; (3) Mathématiques, Sciences physiques et chimiques; et (4) Sciences de la Terre et Sciences biologiques. Parmi les membres fondateurs de la Société royale du Canada, on trouve Sandford Fleming, à l’origine du système des fuseaux horaires, et William Osler, l’un des plus grands médecins de son temps. Ces membres étaient nommés par un comité coprésidé par John William Dawson, recteur de l’Université McGill, et Pierre Chauveau, ancien premier ministre du Québec, respectivement premier et deuxième président de la SRC.
Avec l’essor de l’érudition et de la recherche au Canada, la SRC a pris de l’expansion. En l’espace de 30 ans, le nombre de membres a doublé. Après plusieurs phases de restructuration, la SRC est devenue l’organisation contemporaine qu'elle est aujourd’hui.

## Organisation et raison d’être
La Société royale du Canada compte plus de 2 000 membres à présent. Les femmes et les hommes membres de la SRC sont issus de toutes les disciplines intellectuelles. Ils se sont distingués par leur contribution aux arts, aux lettres, à la science et au service de la population canadienne. À l’heure actuelle, ils sont regroupés en quatre sections : membres honoraires, membres élus, membres à titre spécial et membres étrangers.
Chaque année, près de 80 hommes ou femmes remarquables sont élus membres de la Société. Ce contingent comprend environ 75 membres recommandés par les sections, jusqu’à six membres élus à titre spécial; jusqu’à quatre membres étrangers et un membre d’honneur.
L'élection dans la Société est la distinction la plus élevée à la disposition des scientifiques, des artistes et des chercheurs au Canada. Une fois élus dans la Société, les membres francophones peuvent faire suivre leur nom du sigle MSRC (membre de la Société royale du Canada) et les membres anglophones du sigle  FRSC (Fellow of the Royal Society of Canada). La SRC se compose  de  trois Académies bilingues couvrant de nombreuses disciplines intellectuelles et artistiques.
L’Académie I est l’Académie des arts, des lettres et des sciences humaines. Elle comporte trois divisions : une division anglophone (I) – Humanities, une division francophone (II) – Lettres et sciences humaines et une division bilingue (III) – Les arts, qui regroupe l’architecture, la création littéraire et les arts.
L’Académie II est l’Académie des sciences sociales. Elle se divise en deux : une division anglophone (I) – Social Sciences et une division francophone (II) – Sciences sociales.
L’Académie III constitue l’Académie des sciences. Elle regroupe quatre divisions bilingues : (I) sciences appliquées et génie; (II) sciences de la terre, de l’océan et de l’atmosphère; (III) sciences de la vie et, enfin, (IV) mathématiques et sciences physiques.
La Société se consacre à rendre disponible au public le savoir vaste et varié de ses membres. Les membres sont à la disposition des Canadiens pour évaluer les questions de la valeur et pour fournir des conseils d'experts indépendants, notamment au gouvernement sur des questions d’intérêt public par le biais de son programme de groupes d'experts.

## Les membres institutionnels
Le programme des membres institutionnels a été officiellement lancé en 2004. L’objectif était, d’une part, de permettre à la Société de développer ses programmes conjointement avec les universités et, d’autre part, de permettre aux universités d’apporter une contribution officielle et directe à l’orientation stratégique et à la gouvernance de la Société. En outre, cette collaboration étroite faciliterait la mise en candidature de nouveaux membres affiliés aux universités canadiennes et permettrait à la Société de disposer de locaux pour le parrainage d’activités académiques ayant lieu dans les institutions de toutes tailles dans toutes les provinces du Canada. Aujourd’hui, plus de 45 universités et le Conseil national de recherches Canada (CNRC) sont membres institutionnels de la Société.

## Médailles et distinctions
La SRC reconnaît l’excellence ainsi que les réalisations et contributions exceptionnelles au savoir, à la recherche et à l’innovation au Canada en décernant prix et médailles. Vingt distinctions de la Société, composées soit d’une médaille, soit d’un parchemin, sont offertes sur une base annuelle ou biennale, et certaines sont accompagnées d'un prix en espèces.
Ces distinctions sont les suivantes :
- Prix en études du genre pour une contribution importante à notre compréhension des questions liées au genre
- Prix Bancroft pour une contribution visant à récompenser l'enseignement et la recherche en sciences géologiques
- Médaille du Centenaire pour une contribution importante aux objectifs de la Société
- La médaille Henry Marshall Tory en reconnaissance de recherches éminentes en astronomie, chimie, mathématiques, physique ou dans une science connexe à ces disciplines
- Médaille Innis-Gérin pour une œuvre qui constitue un apport éminent et soutenu aux écrits en sciences sociales
- Médaille J. B. Tyrrell en histoire pour des travaux éminents en histoire du Canada
- Prix John L. Synge en reconnaissance de recherches éminentes dans tout domaine des sciences mathématiques
- Médaille Lorne Pierce en reconnaissance d’une œuvre de création ou de critique littéraire d'importance particulière et de mérite exceptionnel, écrite en anglais ou en français (à mérite égal, la préférence sera accordée à une critique littéraire à connotation canadienne par rapport à une critique littéraire ne traitant pas de sujets canadiens)
- Médaille Miroslaw Romanowski en reconnaissance d’une contribution importante à l'explication scientifique de problèmes environnementaux ou à l'amélioration notable, par des moyens scientifiques, de la qualité d'un écosystème sous ses aspects terrestre, atmosphérique et aquatique
- Médaille Pierre-Chauveau en reconnaissance d’une contribution exceptionnelle aux sciences humaines, à l'exclusion de la littérature canadienne et de l'histoire du Canada
- Médaille commémorative Rutherford pour des recherches éminentes en chimie
- Médaille commémorative Rutherford pour des recherches éminentes en physique
- Médaille Sir John William Dawson en reconnaissance d'un apport éminent et soutenu en recherche interdisciplinaire ou dans au moins deux domaines différents auxquels la SRC s'intéresse
- La bourse Alice Wilson attribuée à une femme d'une compétence exceptionnelle qui entreprend une carrière de professeure ou de chercheuse au niveau postdoctoral
- La médaille Flavelle en reconnaissance d’un apport important à la biologie au cours des dix dernières années ou pour des travaux de recherche notables venant compléter des travaux antérieurs importants dans cette discipline
- La médaille McNeil pour la diffusion de la science auprès des étudiants et du grand public au Canada
- La médaille Willet G. Miller pour une contribution éminente à la recherche dans tous domaines des sciences de la terre
- Bourse de recherche Konrad Adenauer pour la promotion de la collaboration universitaire entre le Canada et la République fédérale d’Allemagne, remise pour honorer  l'ensemble du travail académique du candidat
- La Chaire Michael Smith EJLB-IRSC en neurosciences et en santé mentale permet à une université canadienne ou à un institut de recherche en santé d'attirer au Canada un scientifique de premier plan dans le domaine des neurosciences et de la santé mentale. Elle est offerte par la Fondation EJLB,  par les Instituts de recherche en santé du Canada (IRSC), par l'Institut des neurosciences, de la santé mentale et des toxicomanies (INSMT) d'IRSC et  par la SRC